# Megachile inexpectata
Megachile inexpectata är en biart som beskrevs av Pasteels 1973. Megachile inexpectata ingår i släktet tapetserarbin, och familjen buksamlarbin. Inga underarter finns listade i Catalogue of Life.